# Токус-ду-Можи
Токус-ду-Можи (порт. Tocos do Moji) — муниципалитет в Бразилии, входит в штат Минас-Жерайс. Составная часть мезорегиона Юг и юго-запад штата Минас-Жерайс. Входит в экономико-статистический микрорегион Позу-Алегри. Население составляет 4044 человека на 2006 год. Занимает площадь 114,945 км². Плотность населения — 35,2 чел./км².
Праздник города — 29 декабря.

## История
Город основан 29 декабря 1995 года.

## Статистика
- Валовой внутренний продукт на 2003 год составляет 11 706 777,00 реалов (данные: Бразильский институт географии и статистики).
- Валовой внутренний продукт на душу населения на 2003 год составляет 2969,76 реалов (данные: Бразильский институт географии и статистики).
- Индекс развития человеческого потенциала на 2000 год составляет 0,738 (данные: Программа развития ООН).

## География
Климат местности: тропический.